# Migneauxia
Migneauxia är ett släkte av skalbaggar som beskrevs av Jacquelin du Val 1858. Migneauxia ingår i familjen mögelbaggar.
Släktet innehåller bara arten Migneauxia lederi.